# アルセナーレ・ディ・ヴェネツィア

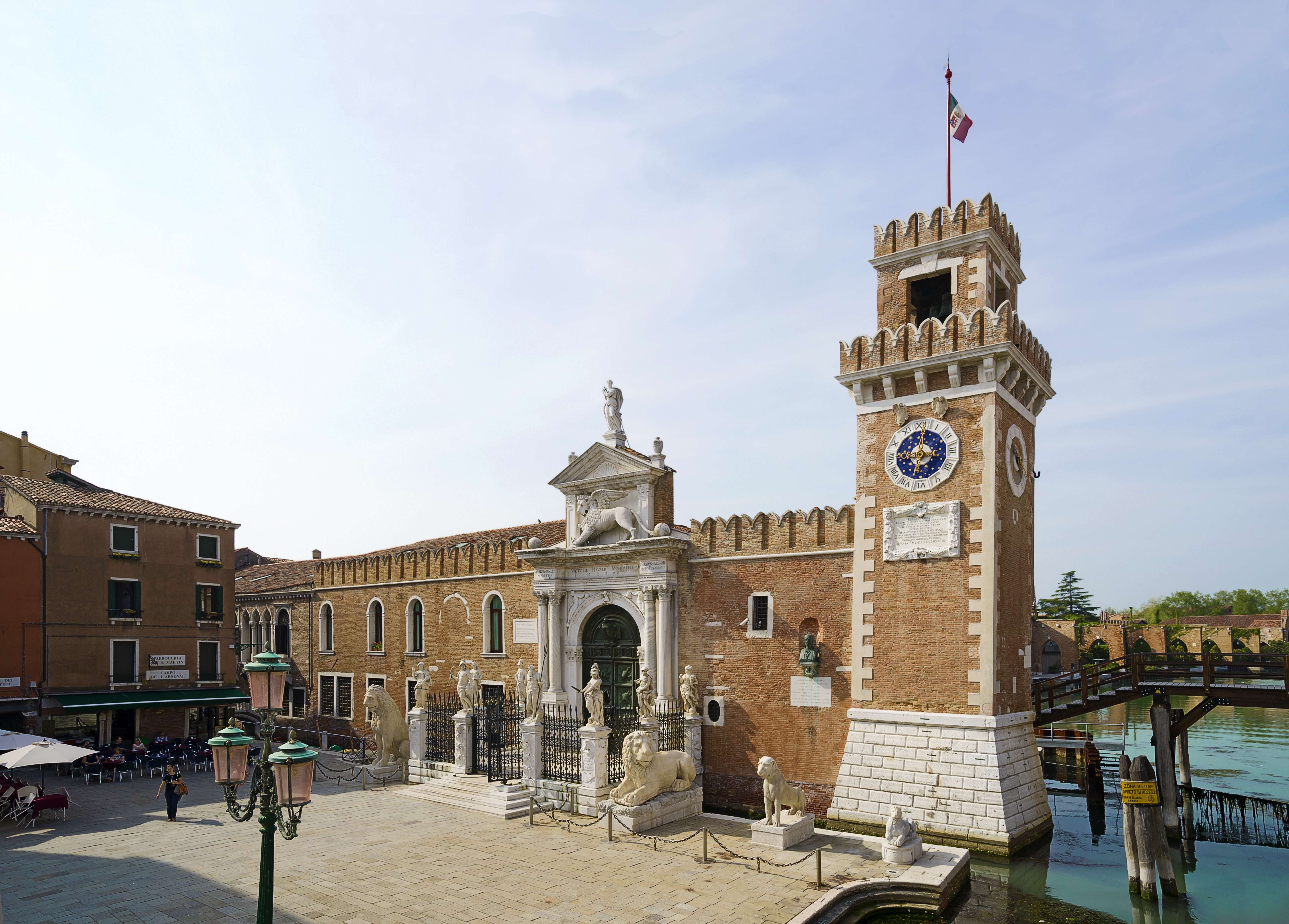
造船所入口（Porta Magna）

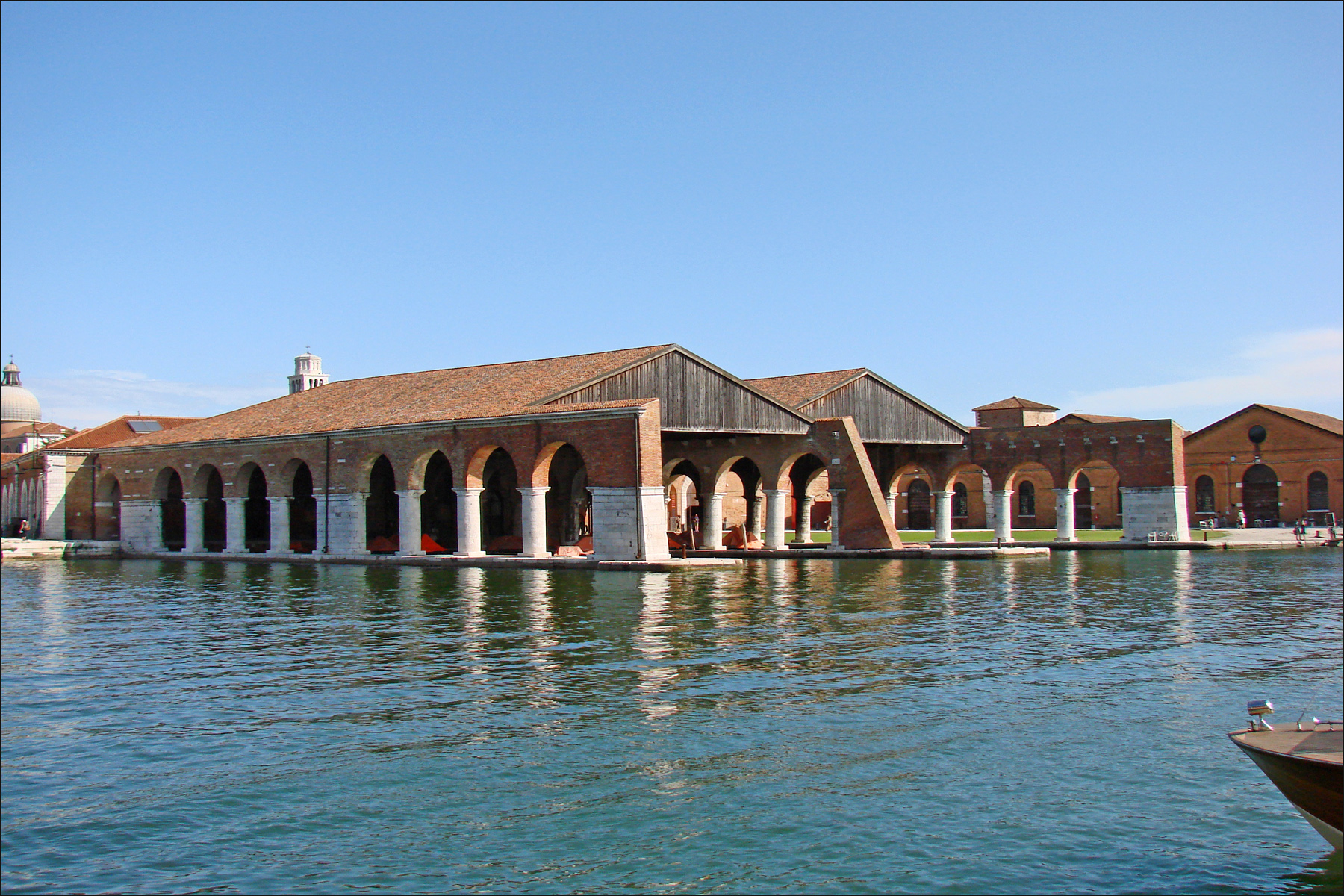
造船所施設

アルセナーレ・ディ・ヴェネツィア（イタリア語: Arsenale di Venezia）は、イタリアのヴェネツィアにある中世の造船所跡。日本語でヴェネツィア国立造船所やヴェネツィア海軍工廠などと表記されることもある。ヴェネツィア共和国のヴェネツィアにある造船所を指すことが明らかな場合は、単にアルセナーレと表記されることが多い。
2013年以降、ヴェネツィアの自治体が所有権の大部分(2/3)を所有し、MOSEプロジェクトに関連する高潮対策の水門コントロール施設や、ヴェネツィア・ビエンナーレの主会場などになるイベント施設としている。残りはイタリア海軍が所有し、海洋史博物館や海洋軍事研究所を置いている。

## 概要
アルセナーレ・ディ・ヴェネツィアは、1104年にヴェネツィア共和国により設置された国立造船所である。オスマン帝国との戦争状態に入る15世紀頃がこの造船所の最盛期であり、凡そ2万人の労働者が勤務して1日に1隻のガレー船を建造していたとされる。産業革命が起こる数世紀前にもかかわらず、アルセナーレではライン生産方式が取り入れられていた。中世に建造される船体にはオーク、カラマツ、モミが用いられることが一般的であった。13世紀から16世紀頃まではカラマツ材やモミ材はラエティア・アルプスやカーニック・アルプスで産出されたものが使われた。後により北のハプスブルク帝国領からも輸入されるようになる。オーク材は産出地域が広く、ヴェネト地方やフリウリ地方、イストリア地方などヴェネツィア周辺が供給地であった。アルセナーレ内にはロープや帆布を製造する工場や製鉄所も設けられていた。第一次世界大戦の頃から生産量は縮小され、第二次世界大戦後には造船所としての機能が放棄されるに至る。1983年より文化遺産保護当局により保全修復作業が行われており、一部が海洋史博物館などとして公開されている以外は未公開の遺構として保存されている。現在、この造船所跡の大部分はイタリア海軍が管理しており、総面積45,550m2、うち陸上面積23,239m2である。

## 高潮対策の水門コントロール施設
MOSEプロジェクトで高潮対策の水門をコントロールする設備が、アルセナーレ・ディ・ヴェネツィアに置かれた。

## アクセス
- ACTV 水上バス アルセナーレ（Arsenale）桟橋下船。北北東へ約250m
- イタリア鉄道 ヴェネツィア・サンタ・ルチーア駅より東南東へ約2.4km